# Аріф Ердем
Аріф Ердем (тур. Arif Erdem, нар. 2 січня 1972, Стамбул) — турецький футболіст, нападник. Згодом — футбольний тренер, наразі очолює команду клубу «Істанбул ББ».
Насамперед відомий виступами за «Галатасарай» та національну збірну Туреччини.
Володар Кубка УЄФА.

## Клубна кар'єра
У дорослому футболі дебютував 1990 року виступами за команду клубу «Зейтінбурнуспор», в якій провів один сезон, взявши участь лише у 2 матчах чемпіонату.
Втім привернув увагу представників тренерського штабу клубу «Галатасарай», до складу якого приєднався 1991 року. Відіграв за стамбульську команду наступні дев'ять сезонів своєї ігрової кар'єри. Більшість часу, проведеного у складі «Галатасарая», був основним гравцем атакувальної ланки команди. За цей час виборов титул володаря Кубка УЄФА.
Протягом 2000—2001 років грав в Іспанії, захищав кольори команди клубу «Реал Сосьєдад».
2001 року повернувся до клубу «Галатасарай», за який відіграв 4 сезони. Граючи у складі «Галатасарая» також здебільшого виходив на поле в основному складі команди. У складі «Галатасарая» був одним з головних бомбардирів команди, маючи середню результативність на рівні 0,57 голу за гру першості. Завершив професійну кар'єру футболіста виступами за команду «Галатасарай» у 2005 році.

## Виступи за збірну
1994 року дебютував в офіційних матчах у складі національної збірної Туреччини. Протягом кар'єри у національній команді, яка тривала 10 років, провів у формі головної команди країни 60 матчів, забивши 11 голів.
У складі збірної був учасником чемпіонату Європи 1996 року в Англії, чемпіонату Європи 2000 року у Бельгії та Нідерландах, а також чемпіонату світу 2002 року в Японії і Південній Кореї, на якому команда здобула бронзові нагороди.

## Кар'єра тренера
Невдовзі після завершення виступів на полі, у 2006 році, приєднався до тренерського штабу стамбульського «Істанбул ББ» як асистент головного тренера. З 2011 року очолює команду цього клубу.

## Титули і досягнення
- Переможець Середземноморських ігор: 1993
- Чемпіон Туреччини (7):

«Галатасарай»: 1992/93, 1993/94, 1996/97, 1997/98, 1998/99, 1999/2000, 2001/02
- Володар Кубка Туреччини (5):

«Галатасарай»: 1992/93, 1995/96, 1998/99, 1999/2000, 2004/05
- Володар Суперкубка Туреччини (5):

«Галатасарай»: 1993, 1996, 1997
- Володар Кубка УЄФА (1):

«Галатасарай»: 1999/2000
- Володар Суперкубка УЄФА (1):

«Галатасарай»: 2000
- Найкращий бомбардир Чемпіонату Туреччини (1):

«Галатасарай»: 2001/02
- Бронзовий призер чемпіонату світу: 2002